# Буковец (област Видин)
Вижте пояснителната страница за други значения на Буковец.
Бу̀ковец е село в Северозападна България. То се намира в Община Видин, област Видин.

## География
Село Буковец е едно от най-големите села в Община Видин. Разположено е на 10,5 km югозападно от град Видин, на 2 км от град Дунавци и на 5 км от местността Божурица (зоната за отдих е обособена във високостеблена дъбова гора в Северозападна България). По данни на НСИ броят на жителите към 1 януари 2007 г. е 854.
Климатът на село Буковец е континентален.

## История
След Кулските събития през март 1951 година 5 семейства (17 души) от селото са принудително изселени от комунистическия режим.

## Население
Преброяване на населението през 2011 г.
Численост и дял на етническите групи според преброяването на населението през 2011 г.:
|                     | Численост | Дял (в %) |
| Общо                | 673       | 100,00    |
| Българи             | 451       | 67,01     |
| Турци               | 0         | 0,00      |
| Цигани              | 5         | 0,74      |
| Други               | 0         | 0,00      |
| Не се самоопределят | 0         | 0,00      |
| Неотговорили        | 215       | 31,94     |

## Културни и природни забележителности
- Манастир „Св. Йоан Рилски“ изграден е по волята на цар Иван Срацимир – разположен на 3-4 км западно от селото, в завоя на десния бряг на реката. Славил се е с хубавите си лозя, ливади и гори с изворната си вода. Изграден е по типа на дворцовите манастири в Търново. Под него се намират килии на отшелниците. Разрушен и ограбен от османските турци. През 19 век местното население прави опит да възстанови обителта, но без успех.

- Паметник на загиналите във войните — намира се в центъра на селото. Построен е от майстор Михаил Гълъбов; има размери 4,5 м: открит на 8 юли 1921 г. Изграден е от гранит и варовик. Построен е в чест на падналите във войните — Балканска война 1912-1913, Междусъюзническа война 1913, Първа световна война 1914-1918. Формата е пирамида с надпис „Поклон пред вас, безсмъртни герои и славни синове, паднали при изпълнение на отечествения си дълг през войните 1912 и 1913 г. и 1915 до 1918 г.“ (Изредени са имената на загиналите) „Тоз, който падне в бой за свобода, той не умира“.

Водопадите на река Войнишка, която се намира в южната част на селото са 4 броя. Първият се простира на стотина метра по посока на течението от моста. Следващите 3 на по-голямо разстояние, като последният се намира близо до с. Търняне. През летния сезон "Третият" се посещава от доста хора, които искат да се разхладят от летните жеги.

## Други
Голяма традиция на село Буковец е духовият окестър — хората го наричат „музиката“, „духовата музика“ или най-познат е с името „Буковската музика“, която всяка неделя изнася концерт по 1 час на площада в селото. Буковската музика свири на кръщанета, сватби и погребения. Хората от селото разказват, че с Буковската музика се раждат, женят и умират; тя е неразделима част от техния живот.
Събора на селото е на 7 ноември.